# 10771 Ouro Prêto
10771 Ouro Prêto eller 1990 VK6 är en asteroid i huvudbältet som upptäcktes den 15 november 1990 av den belgiske astronomen Eric W. Elst vid La Silla-observatoriet. Den är uppkallad efter den brasilianska staden Ouro Preto.
Asteroiden har en diameter på ungefär 8 kilometer.